# Gatti neri gatti bianchi
Gatti neri gatti bianchi è un breve racconto fiabesco per bambini scritto da Anna Cerasoli, matematica e divulgatrice scientifica, e illustrato da Annalaura Cantone, artista dell'IED.

## Caratteristiche
Il libro è un racconto illustrato per bambini pubblicato in prima edizione nel 2011 da Editoriale Scienza del gruppo Giunti. Ha avuto poi successive edizioni e pubblicazioni in diverse lingue. È stato accolto con favore di pubblico e di critica interessando anche la comunità dei matematici
 e
ispirando attività scolastiche nella scuola primaria.

## Trama
Il breve racconto inizia in un immaginario quartiere di una città con la buffa caratteristica di avere gatti così felici della loro identità da sottolinearla in un cartello con la scritta «Tutti i gatti del quartiere sono neri». La popolazione felina ha a cuore la verità della scritta ostentata nel cartello, questo però non le impedirà di accettare di buon grado la diversità. Perciò, quando con il passare del tempo e delle generazioni, la realtà pian piano muta e il quartiere perde la particolarità enunciata, i gatti si danno da fare per cercare di adeguare quella scritta affinché, nel descrivere la situazione, non sia affermato il falso; affrontando così, con estrema naturalezza, i problemi di logica elementare che questo impegno, inevitabilmente, comporta. Alla fine, come nelle favole, vissero tutti felici, contenti e... colorati.
Segue un approfondimento didattico diviso in quattro paragrafi per riflettere e giocare un po' con la logica:
- Comprendere i termini della logica.  Il primo inizia affermando che «Nel linguaggio scientifico tutte le parole sono importanti, ma alcune sono fondamentali: infatti dal loro giusto uso dipende la correttezza del ragionamento ». L'accento è posto quindi su parole come "tutti, nessuno, qualcuno", i cosiddetti quantificatori, che non sono certo un'esclusività della logica matematica e dei suoi simboli, ma si usano comunemente nel linguaggio quotidiano, anche con i più piccoli. Si fa infine notare come il cartello con scritto «Tutti i gatti sono neri o non sono neri» che alla fine della storia ha messo tutti d'accordo ha la proprietà di non poter essere falsificato essendo una cosiddetta tautologia.
- Scegli la casa giusta!  Ci sono tre case di gatti colorati e il gioco consiste nell'individuare il cartello giusto per ogni casa
- Golosoni e golosini  L'illustrazione mostra due famiglie di topi, buffe e un po' ironiche, e si devono scegliere, tra varie affermazioni, quelle adatte per ciascuna famiglia.
- A ciascun gatto la sua torta Qui invece troviamo illustrati con arte due bei gattoni, uno bianco e uno nero,  con il cappello da cuoco. Si dovrà giocare, oltre che con la logica, con le loro gustose torte.

## Edizioni
- Anna Cerasoli, Gatti neri gatti bianchi, illustrazioni di Anna Laura Cantone, Firenze, Editoriale scienze, 2011, ISBN 9788873075295.
  - (ES) Gatos blancos, gatos negros, edizione spagnola, Madrid, Maeva Young, 2016, ISBN 9788416363995, OCLC 966300858.
  - (PL) Koty czarne koty białe : wszyscy, nikt, ktoś, edizione polacca, Gdańsk, Wydawnictwo Adamada, 2022, ISBN 9788381184991.
  - (FR) Micmac chez les matous, edizione francese, Paris, le Pommier, 2012, ISBN 9782746506152.
  - (KO) 검은 고양이만 사는 마을, edizione coreana, 2014, ISBN 9788994449449, OCLC 1236560054.